# Musée Antoine-Vivenel
Le musée Antoine-Vivenel est l'un des musées municipaux de la ville de Compiègne (Oise, Hauts-de-France). Ce musée d'art et d'archéologie a été fondé en 1839, à la suite d'un don important d'Antoine Vivenel, entrepreneur-architecte et grand collectionneur. C'est un musée de France au sens de la loi du 4 janvier 2002.

## Le musée
Le musée des beaux-arts et d'archéologie de Compiègne est né de la générosité d'un mécène local, Antoine Vivenel, entrepreneur-architecte et grand collectionneur, notamment d'objets d'art de l'Antiquité classique et de la Renaissance, qui fit fortune à Paris sous le règne de Louis-Philippe.
À partir de 1839, il fit don de sa collection à sa ville natale. Il envisageait de créer un important musée des études incluant des galeries d'œuvres d'art, de plâtres d'après l'Antique, de science, d'histoire naturelle et des cours gratuits de dessin et de musique, mais le projet n'aboutit pas, faute de moyens et d'espace. Étroitement aménagé dans l'hôtel de ville, le musée se développa plus modestement pendant un siècle.
En 1952, le musée est installé dans l’hôtel de Songeons-Bicquilley légué à la ville par le comte René Personne de Songeons. Cet hôtel particulier fut construit à la fin du XVIIIe siècle sur les ruines d'un ancien monastère dominicain fondé par Saint Louis et rasé à la Révolution. Le bâtiment est entouré d'un parc de deux hectares. Les vestiges de l'ancienne abbaye, d'architecture gothique, s'y trouvent encore : arcade de fenêtre, porte, arcs en tiers-point du cloître et statue de saint Dominique. On peut également y voir la porte monumentale et les deux tombeaux néoclassiques du cimetière disparu de Clamart, ainsi que la fontaine aux biches de Marguerite de Bayser-Gratry, ou se promener dans le jardin de senteurs, qui s'étend en contrebas des anciens remparts médiévaux. Le parc de Songeons accueille régulièrement des expositions de sculptures, des concerts et autres manifestations.
Les collections n'ont cessé de s'enrichir depuis le XIXe siècle, grâce aux dépôts de l'État et de la Société historique de Compiègne, aux fouilles du sanctuaire gaulois de Gournay-sur-Aronde entre 1975 et 1984, ou grâce aux dons et legs de particuliers et la politique d'acquisition du musée. La plupart des collections sont la propriété de la ville de Compiègne, hormis les dépôts de la Société historique et ceux de la sous-direction de l'archéologie, qui reviennent à l'État ou aux propriétaires (publics ou privés) des terrains fouillés.
Depuis 1998, la ville de Compiègne a mis à la disposition de ses différentes institutions culturelles, un espace réservé aux expositions temporaires : l'ancienne église Saint-Pierre-des-Minimes, construite au XIIe siècle. Le musée Antoine-Vivenel y organise depuis des événements en rapport avec ses collections mais aussi des expositions d'art contemporain en collaboration avec l'association Art Présent.

## Collections

### Antiquité
Le musée possède l'une des plus importantes collections de céramiques grecques de France après le musée du Louvre, pour certaines issues des collections de Lucien Bonaparte, frère de Napoléon et prince de Canino, en Italie. Le musée bénéficie aussi des dépôts des blocs sculptés du temple gallo-romain de Champlieu situé à une vingtaine de kilomètres au sud-est de la ville. Citons également du mobilier funéraire égyptien (dont une momie d'enfant) et des antiques étrusques.

Collection des Antiquités
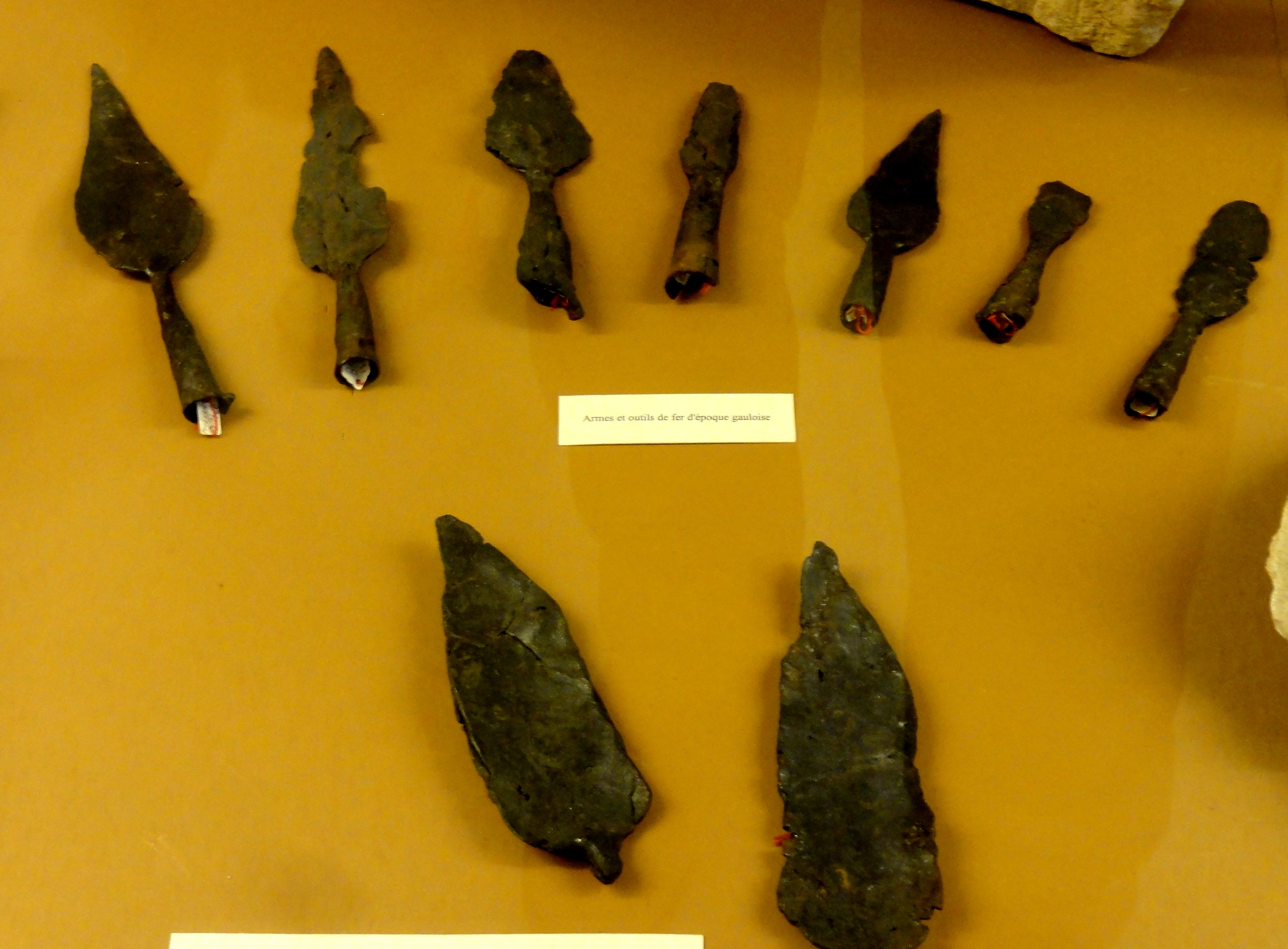
Armes et outils en fer gaulois trouvés à Champlieu.
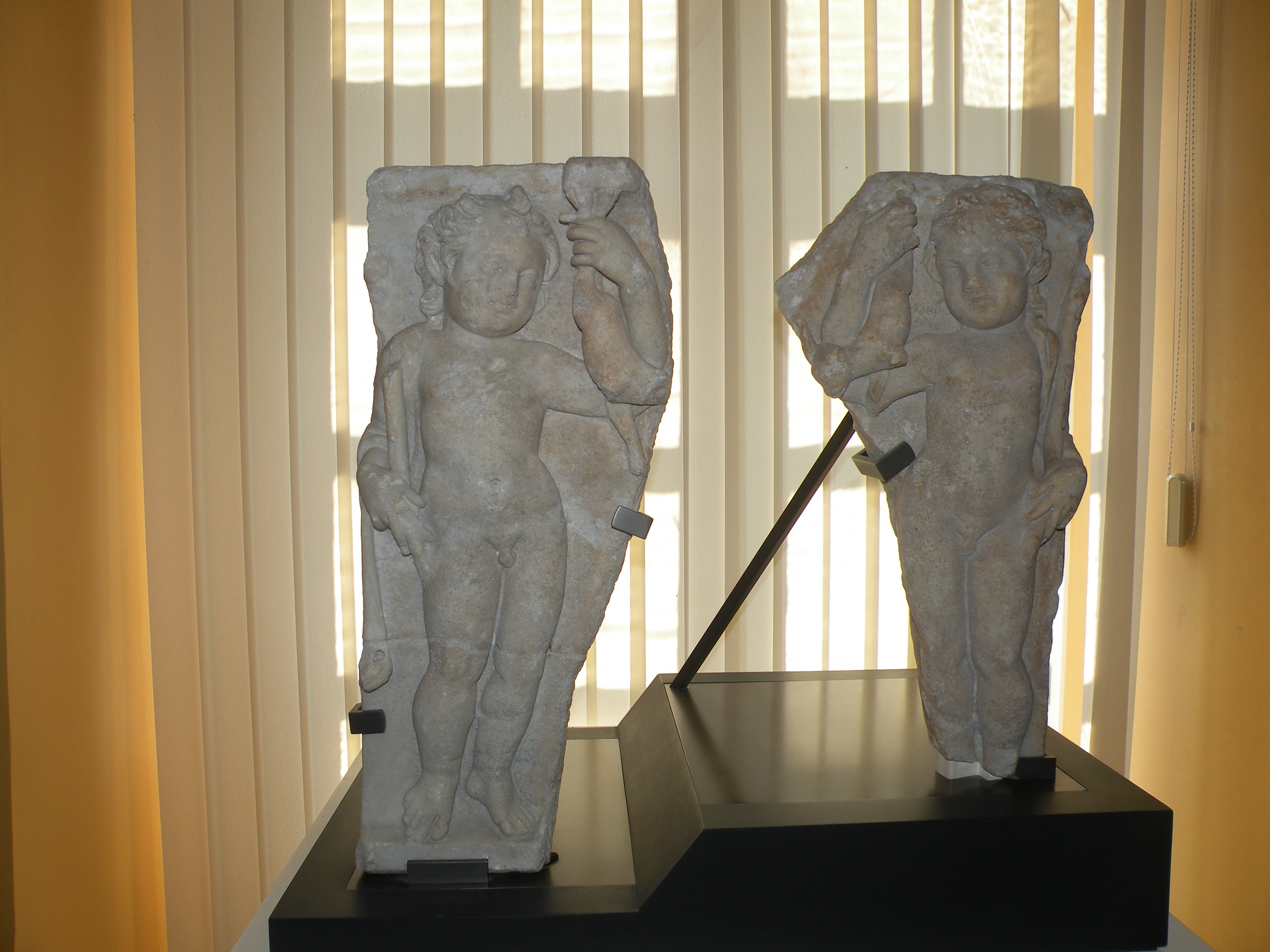
Fragments de sarcophage d'un enfant, marbre italien du IIIe siècle.
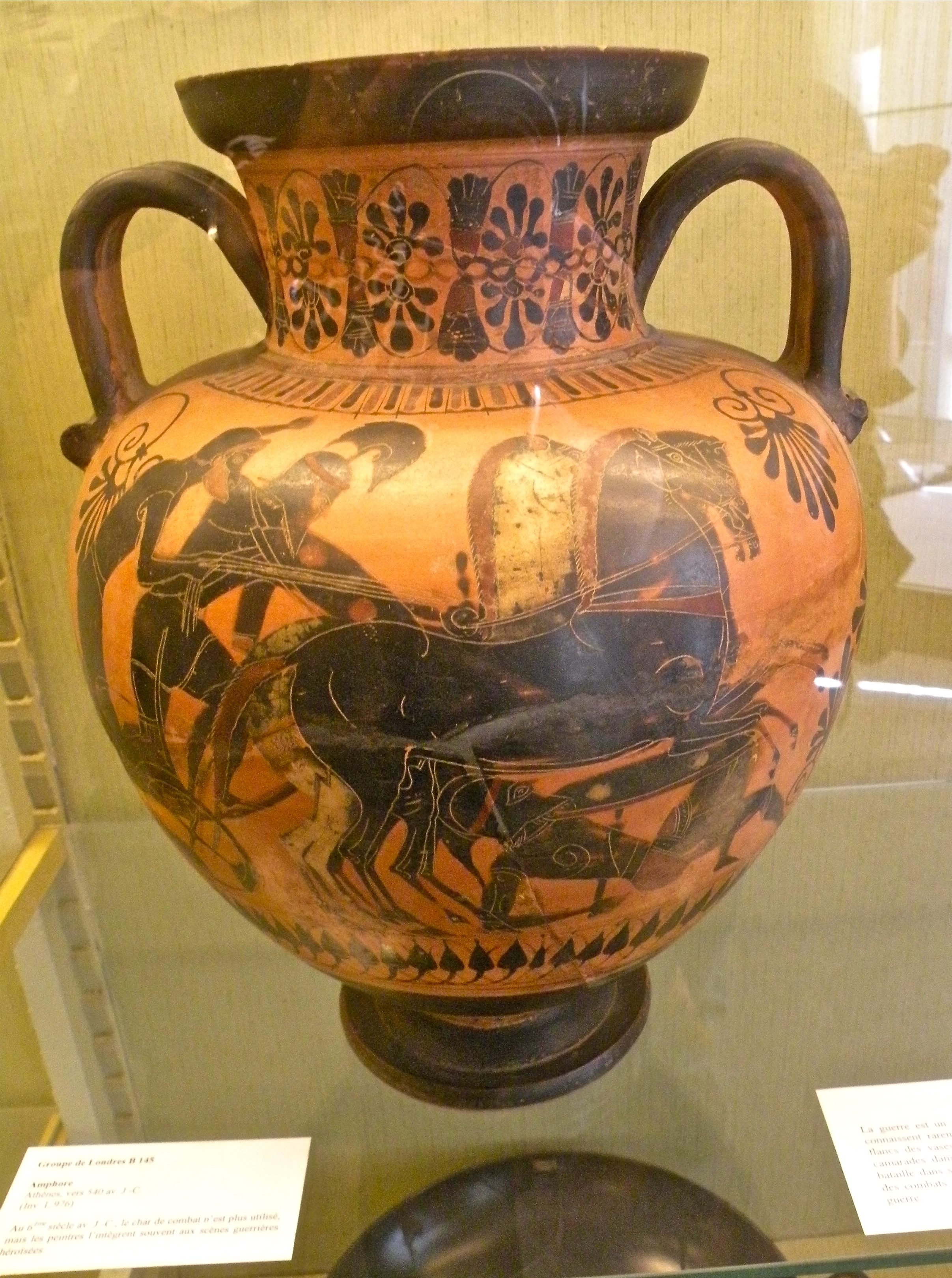
Amphore, Athènes vers 540 av. J.-C.
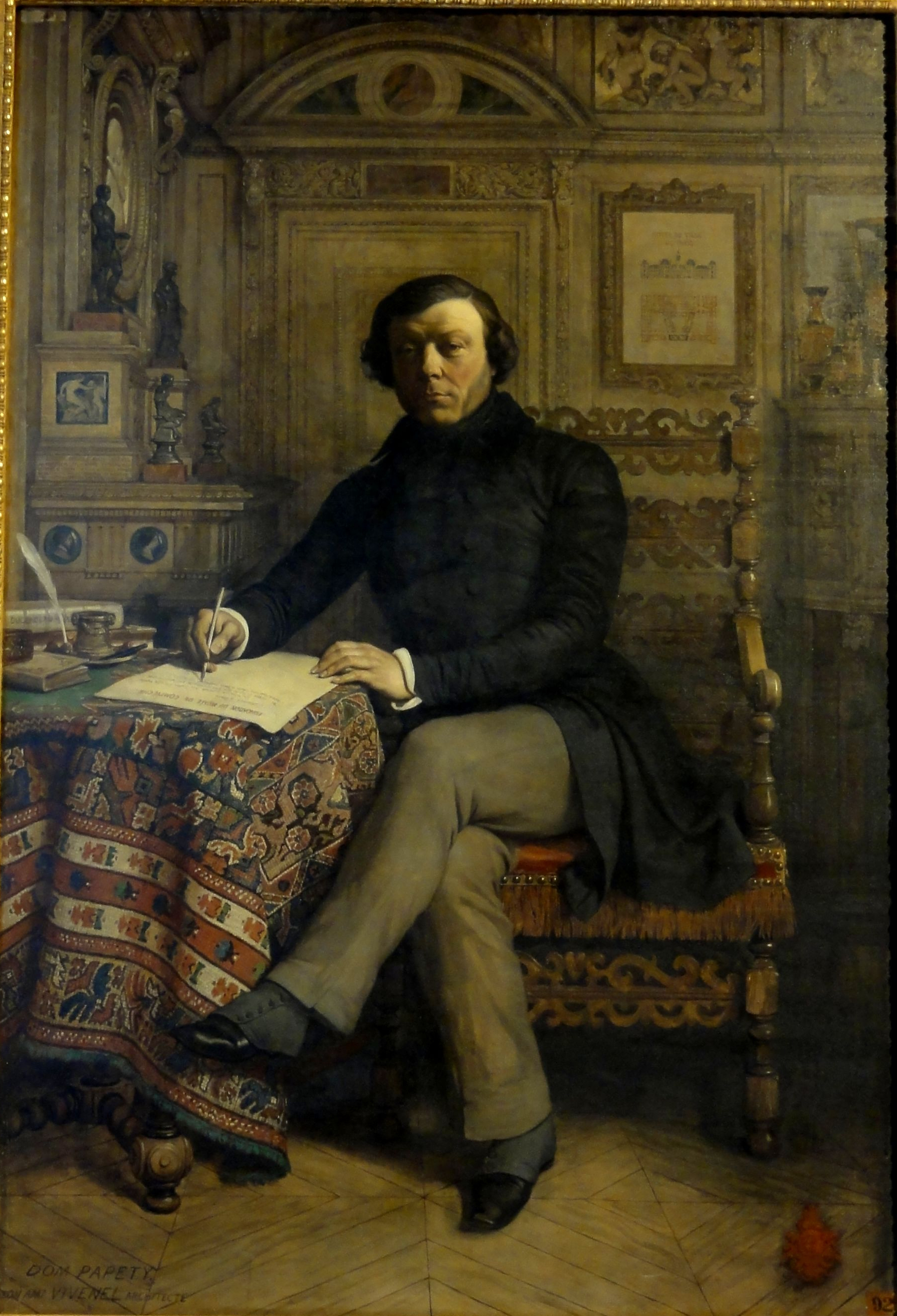
Dominique Papety, Portrait d'Antoine Vivenel (vers 1843-1845).

### Peintures
- Lavinia Fontana, La Présentation au Temple (1586)
- Luca Giordano, La Sainte Famille et saint Jean-Baptiste (vers 1660)
- Giovanni Battista Benaschi, Saint François de Paule
- Jacques Stella, Le Martyre de saint Laurent
- Pedro Nunez De Villavicencio, Invitation au jeu d'argolla (v. 1675)
- Charles Le Brun, esquisse pour la galerie des Glaces de Versailles (1678)
- Jean Bassange, (peintre actif au XVIIe siècle), Adoration des Bergers
- Jean-Louis Demarne, La Marchande de cerises
- Marguerite Gérard, deux portraits présumés de Mademoiselle Chatard
- Langlois de Sézanne, (1757-vers 1845), Portrait de Madame Morel, pastel
- Léon Mathieu Cochereau, (1793-1817), Portrait de Monsieur Chatard, legs en 1925 de M. et Mme Léon Duvauchel
- Jean Julien Deltil, Autoportrait (1822)
- Alexandre-Gabriel Decamps, Les Singes musiciens (1836)
- Thomas Couture, Portrait d'Henri Didier (1843)
- Dominique Papety, Portrait d'Antoine Vivenel (vers 1843-1845)
- Giuseppe Palizzi, Béliers (1857) et Moutons et brebis (1857)
- Auguste Paul Charles Anastasi, Un lavoir aux environs de Naples (1868)
- Jean Achille Benouville, La Villa Médicis à Rome (1869)
- Madeleine Baillat, Portrait d'Edmond Daynes
- Edmond Daynes, Saint-Jean-aux-Bois (Oise)
- Léon Le Goaesbe de Bellée, cinq paysages

### Sculptures
- De nombreuses sculptures médiévales et de la Renaissance sont présentées au cloître Saint-Corneille
- Eugène Delaplanche, (1836-1891), Allégorie de l'Air, bronze
- Auguste Joseph Peiffer, (1832-1886), Arabe jouant de la mandoline et Arabe jouant du tambour

### Arts décoratifs
Plusieurs salles et vitrines présentent de beaux fonds d'arts décoratifs européens des XVIe et XVIIe siècles. Sont ainsi exposés de nombreuses majoliques, des grès rhénans, des œuvres de l'atelier de Bernard Palissy, quelques émaux de Limoges, des verres de Venise et des cristaux de Bohème ainsi que des sculptures en albâtre, bronze et ivoire.
- Léonard Limosin, Briséis et Hercule, de la série des héros des Héroïdes d'Ovide, émaux de Limoges